# Czesław Grajek
Czesław Grajek ps. „Wiktor”, „Broda” (ur. 9 lipca 1901 w Ostrowie Wielkopolskim, zm. 7 grudnia 1973 w Poznaniu) – drukarz, działacz ruchu robotniczego, uczestnik powstania wielkopolskiego i II wojny światowej.

## Życiorys
Czesław Grajek urodził się w Ostrowie Wielkopolskim, a jego rodzicami byli Szczepan Grajek, murarz oraz Michalina z domu Jakubowska. Od 1915 w „Gazecie Ostrowskiej” pracował jako goniec, a później zaczął edukację w zawodzie drukarza.
W listopadzie 1918 wstąpił do polskich oddziałów powstańczych, a od lutego 1919 walczył z 10 pułkiem strzelców wielkopolskich pod Zbąszyniem, Rynarzewem, Zdunami oraz Kępnem. Po zwolnieniu z wojska w lutym 1921 dokończył naukę drukarstwa, a w 1924 w Poznaniu zdał egzamin czeladniczy. Wstąpił do Związku Zawodowego Drukarzy i Pokrewnych Zawodów w 1924, a od 1925 do 1930 pracował jako zecer ręczny oraz linotypista w drukarni św. Wojciecha w Poznaniu. Członek poznańskiego zarządu oddziału tegoż związku od 1928 do 1930, a od 1934 do 1939 był w Warszawie członkiem Zarządu Głównego. W Poznaniu pełnił obowiązki przewodniczącego zarządu oddziału poznańskiego Związku Drukarzy. Od 1930 do 1933 nigdzie nie pracował, a we wrześniu 1933 dostał pracę w drukarni pisma „Kupiec”, pracując w nim do wybuchu wojny. W marcu 1934 odbyło się Walne Zebranie Oddziału Pomorskiego w Grudziądzu w którym Grajek został wybrany na jego przewodniczącego. Członkowie tegoż zebrania przyrzekli Zarządowi bezwzględne poparcie pod względem jego poczynań do strajku włącznie. Inicjator głośnego strajku poznańskich drukarzy trwający od 20 marca do 3 kwietnia 1934, który zakończył się zwycięstwem strajkujących. Od 1936 członek Polskiej Partii Socjalistycznej, a później działał do 1939 w Poznaniu w tejże partii we władzach okręgowych i miejskich. Oddział Związku Drukarzy podporządkował się Okręgowej Radzie ZZ w Poznaniu, której w 1936 przewodniczył.
Zmobilizowano go we wrześniu 1939 do 55 pułku piechoty, z którym walczył w bitwie nad Bzurą oraz pod Kutnem. Przebywał w obozie jenieckim, z którego w styczniu 1940 został zwolniony i zamieszkał w Częstochowie z rodziną, gdzie do kwietnia 1942 był zatrudniony w drukarni „Kuriera Częstochowskiego”. Skontaktował się z Robotniczą Partią Polskich Socjalistów, a w Warszawie przeszkolono go z zakresu pracy konspiracyjnej oraz zaczął działać w podziemiu. W kwietniu 1941 utworzył oddział partyzancki Socjalistycznej Organizacji Bojowej, którego był dowódcą i prowadził z oddziałem działania w rejonie Złotolasów w powiecie częstochowskim. W kwietniu 1942 na rejon częstochowski zorganizował XXII Okręg Socjalistycznej Organizacji Bojowej i na którego terenie kierował akcjami sabotażowo–dywersyjnymi. Podpisał w lipcu 1944 umowę o współdziałaniu z batalionem Gwardii Ludowej im. Józefa Bema, otrzymał stopień podporucznika i został dowódcą kompanii. W styczniu 1945 w Częstochowie w odrodzonej PPS zasiadał w miejskich i powiatowych władzach. Uczestniczył w Warszawie w obradach Rady Naczelnej PPS będąc delegatem Częstochowy. Przyjechał do Poznania w marcu 1945 i do grudnia 1948 pełnił kolejno funkcje: I i II sekretarza oraz urzędującego przewodniczącego Wojewódzkiego Komitetu PPS na Wielkopolskę. Był także w składzie Rady Naczelnej PPS. Od 26 marca 1945 do 20 marca 1950 był w Poznaniu członkiem rady i prezydium Wojewódzkiej Rady Narodowej, a od 1945 do 1952 posłował do Krajowej Rady Narodowej i sejmu. Po zjednoczeniu PPR i PPS był działaczem w PZPR oraz w licznych organizacjach społecznych, a od 1948 do 1950 był przy Wojewódzkiej Radzie Narodowej członkiem KW PZPR oraz przewodniczącym klubu radnych PZPR. Pracował od 1953 do 1956 w resorcie gospodarki komunalnej i mieszkaniowej w Poznaniu na etacie urzędnika, a następnie został emerytem.
9 stycznia 1960 został odznaczony Wielkopolskim Krzyżem Powstańczym. W 1972 został mianowany podporucznikiem.
Zmarł w Poznaniu 7 grudnia 1973 i został pochowany na cmentarzu Junikowskim.
Jego pierwszą żoną była Maria Zielińska, a drugą Władysława Kabacińska z domu Obecna. Dzieci nie pozostawił.